# Tantaliana signifera
Tantaliana signifera is een vlinder uit de familie Eupterotidae. De wetenschappelijke naam van deze soort is voor het eerst geldig gepubliceerd in 1856 door Walker.
De soort komt voor in tropisch Afrika.